# Баломир (Хунедоара)
Баломир (рум. Balomir) насеље је у Румунији у округу Хунедоара у општини Сантамарија-Орља. Oпштина се налази на надморској висини од 350 m.

## Становништво
Према подацима из 2002. године у насељу је живело 333 становника, од којих су сви румунске националности.